# FIFA 11
FIFA 11 – komputerowa gra sportowa wyprodukowana i wydana przez Electronic Arts. Jest to osiemnasta gra z piłkarskiej serii gier FIFA. 28 września 2010 roku nastąpiła premiera gry w Ameryce Północnej, 30 września 2010 roku w Australii, zaś 1 października 2010 roku w Europie. Daty te dotyczą wersji na wszystkie platformy oprócz tej przeznaczonej na Wii. Wersja na tę konsolę miała swoją premierę 4 października 2010 roku w Ameryce Północnej i Europie. Wersja FIFA 11 przeznaczona na Windows po raz pierwszy korzysta z tego samego silnika co wersje na Xbox 360 i PlayStation 3.

## Nowe funkcje
- Silnik Next Gen (PC) Silnik, używany dotychczas tylko w wersjach na Xbox 360 i Playstation 3, został teraz także użyty w wersji przeznaczonej na PC.
- FIFA World (PC) Pozwoli graczowi ustawić swój avatar internetowy, konkurować z graczami z całego świata. Dodany został także ranking.
- Personality+ (tylko Xbox 360 i PlayStation 3) To system mający odzwierciedlić rzeczywiste umiejętności niektórych zawodników w świecie gry, co sprawi, że znani piłkarze będą korzystać ze swoich charakterystycznych zagrań. System wykorzystuje bazę danych zawierającą 36 atrybutów i 57 cech dla każdego zawodnika.  Podczas przygotowań pracowało 1700 skautów, redaktorów i recenzentów[3].
- Pro Passing (tylko Xbox 360 i PlayStation 3) To nowy system podań, w którym dokładność podań wykonanych przez gracza zależy od sytuacji i umiejętności poszczególnych zawodników[3].
- Creation Centre (tylko Xbox 360 i PlayStation 3) To nowa aplikacja internetowa umożliwiająca tworzenie materiałów do zainstalowania na konsole, a także do dzielenia się ze znajomymi. Stworzone drużyny, stroje, piłkarze, a także stadiony mogą być edytowane bardziej niż możliwe to było wcześniej. Możliwe jest tworzenie piłkarzy wybierając ich wygląd, akcesoria oraz atrybuty i stworzyć oryginalny zespół wraz z herbem, strojami oraz domowym stadionem.
- Fifa Theatre Po raz pierwszy w historii serii będzie można mieć możliwość stworzenia swojej indywidualnej ścieżki dźwiękowej dzięki funkcji importu ulubionej muzyki do gry. Możliwe jest także importowanie klubowych hymnów i przyśpiewek, które będą odgrywane podczas prezentacji składów, w przerwie, po golu, a także na koniec spotkania. W trybie Virtual Pro nazwisko wirtualnego gracza może być skandowane na stadionie[4].
- Partnerstwo Premier League EA Sports ogłosiło, że umowa z Premier League została podpisana w celu pracy z nadawcami w celu poprawy analizy podczas relacji telewizyjnych[5].
- Tryb kariery (tylko Xbox 360 i PlayStation 3) W FIFA 11 tryb Zostań Gwiazdą i tryb menedżerki zostały połączone w jeden tryb. Gracz może teraz wybrać czy chce być tylko piłkarzem, tylko menedżerem, czy także i tym i tym. Wydłużono także karierę, która teraz będzie trwała 15 sezonów[6].
- Uliczna piłka nożna (tylko Wii) Gracze mogą teraz zagrać 5 na 5 w uliczną piłkę nożną. Każdy z piłkarzy w tym trybie ma swój charakterystyczny styl gry wraz z unikalnymi umiejętnościami.
- Zostań Gwiazdą (tylko Xbox 360, PlayStation 3 i PlayStation 2) Po raz pierwszy w tym trybie będzie można mogą grać bramkarzem, a nie tylko piłkarzem z pola.

## Ścieżka dźwiękowa
Źródło:
- Adrian Lux - „Can't Sleep”
- Ana Tijoux – „1977”
- Caribou – „Odessa”
- Charlotte Gainsbourg – „Trick Pony”
- Choc Quib Town – „El Bombo (Toquemen El Bombo)”
- Chromeo – „Don't Turn The Lights On"
- Dan Black – „Wonder”
- Dapuntobeat – „O”
- Dum Dum Girls – „It Only Takes One Night”
- Ebony Bones – „W.A.R.R.I.O.R.”
- Gorillaz – „Rhinestone Eyes”
- Groove Armada – „Paper Romance”
- Howl – „Controller”
- Jónsi – „Around Us”
- Jump Jump Dance Dance – „White Picket Fences”
- Ladytron – „Ace of Hz”
- LCD Soundsystem – „I Can Change”
- Linkin Park – „Blackout”
- Locnville – „Sun in My Pocket”
- Malachai – „Snowflake”
- Maluca – „El Tigeraso”
- Mark Ronson –  „Record Collection" (wykonali: Simon Le Bon i Wiley)
- Massive Attack – „Splitting the Atom”
- MGMT – „Flash Delirium”
- Ram Di Dam – „Flashbacks”
- Scissor Sisters – „Fire with Fire”
- The Black Keys – „Tighten Up”
- The Pinker Tones – „Sampleame”
- Tulipa Ruiz – „Efêmera”
- Two Door Cinema Club – „I Can Talk”
- We Are Scientists – „Rules Don’t Stop”
- Yeasayer – „O.N.E.”
- Zemaria – „The Space Ahead"